# Liliana Tellini
Liliana Tellini, nome d'arte di Liliana Polledri (Firenze, 15 giugno 1925 – Roma, 19 gennaio 1971), è stata un'attrice italiana.

## Biografia
Allieva del corso di recitazione del Centro Sperimentale di Cinematografia, nel 1947, si diploma nel 1949, iniziando subito la sua attività nel mondo del cinema.
Avrà una carriera breve e discontinua, lavorando anche in teatro e in televisione, per chiudere l'attività alla fine degli anni 50.
È stata sposata con lo sceneggiatore Piero Tellini.

## Filmografia
- Donne senza nome, regia di Géza von Radványi (1950)
- Il cielo è rosso, regia di Claudio Gora (1950)
- Il nido di falasco, regia di Guido Brignone (1950)
- Terra senza tempo, regia di Silvestro Prestifilippo (1951)
- Passaporto per l'oriente, regia di Romolo Marcellini (1951)
- Carne inquieta, regia di Silvestro Prestifilippo (1952)
- Palace Hotel, regia di Louis Steckel (1952)
- Familie M Junior, regia di Franz Schnyder (1953)
- Il mercante di Venezia, regia di Pierre Billon (1953)
- Operazione Mitra, regia di Giorgio Cristallini (1954)
- Giuramento d'amore, regia di Roberto Bianchi Montero (1955)

## Prosa televisiva RAI
- Liliom di Ferenc Molnar con Giorgio Albertazzi, 1955
- Bobosse, di André Roussin,con Ave Ninchi, Giorgio Albertazzi, Giuseppe Porelli, Umberto Raho, Luigi Cimara, Franca Tamantini, Liliana Tellini, Giulia Lazzarini, regia di Franco Enriquez, trasmessa il 3 giugno 1955, nel programma nazionale.
- L'amore deve nascere, commedia di Luigi Antonelli, con Corrado Pani, Paola Barbara, Maresa Gallo, Liliana Tellini, Daniela Calvino, Enrico Maria Salerno, regia di Mario Landi, trasmessa il 19 dicembre 1958, nel programma nazionale.
- I saltimbanchi, di Walter Chiari, Silva e Terzoli ; messa in scena di Franco Zeffirelli ; coreografia di Gisa Geert ; musiche di Pasquale Fucilli], 1954.

## Varietà radiofonici RAI
- Bis, retrospettiva di successi radiofonici a cura di Francesco Luzi, presentano Corrado e Liliana Tellini. 1955
- Concertino napoletano, presenatao da Liliana Tellini e Carlo Giuffrè, trasmesso il 28 marzo 1960